# Neotheronia brandtae
Neotheronia brandtae là một loài tò vò trong họ Ichneumonidae.